# Elyaniv Barda
Elyaniv Barda (in ebraico אליניב פליקס ברדה‎?; Be'er Sheva, 15 dicembre 1981) è un allenatore di calcio ed ex calciatore israeliano, di ruolo attaccante, tecnico dell'Hapoel Tel Aviv.

## Palmarès

### Club

#### Competizioni nazionali
- Campionato israeliano: 5

Maccabi Haifa: 2003-2004, 2004-2005
Hapoel Be'er Sheva: 2015-2016, 2016-2017, 2017-2018
- Supercoppa d'Israele: 2

Hapoel Be'er Sheva: 2016, 2017
- Coppa di Lega israeliana: 1

Hapoel Be'er Sheva: 2016-2017